# DreamWorks Animation
DreamWorks Animation SKG je neovisni američki studio koji proizvodi uglavnom računalno animirane (CGI) filmove. Odlika svih njih je uspjeh i zarada diljem svijeta. Neki od uspješnica kao što su Shrek 2, Madagaskar, Shrek treći, Kung Fu Panda i Madagaskar 2 su zaradili preko 500 milijuna američkih dolara. 
DreamWorks trenutno distribuira svoje filmove preko Paramount Picturesa, koji je većinski vlasnik DreamWorks Animationa od 2006. godine.
Postoje dva glavna studija u Glendaleu i Redwood Cityu, oba grada su u Kaliforniji.

## Partnerstvo
DreamWorks Animation je surađivao s HP-om, i svi njegovi studiji su ekskluzivno bili opremljeni HP računalnom opremom. 2005. AMD je potpisao trogodišnji ugovor sa studijom. To partnerstvo je završilo 2008. kada se DreamWorks Animation obvezao Intelu da će ubuduće rabiti samo njegovu računalnu opremu.

## Filmografija
Ovdje se nalazi potpuni popis svih dugometražnih filmova DreamWorks Animationa. Samo tri filma (Pobuna u kokošinjcu, Wallace i Gromit: Velika povrtna zavjera i Spirit neustrašivi) nisu sinkronizirani na hrvatski jezik. Svi ostali jesu i to jako uspješno.

### Tradicionalna animacija
- Princ od Egipta, (1998.)
- Put u El Dorado, (2000.)
- Josip: Kralj snova, (2000.)
- Neustrašivi Spirit, (2002.)
- Sinbad: Legenda o sedam mora, (2003.)

### Računalna animacija
- Mravi, (1998.)
- Shrek, (2001.)
- Shrek 2, (2004.)
- Riba ribi grize rep, (2004.)
- Madagaskar, (2005.)
- Preko ograde (2006), (2006.)
- Pusti vodu da miševi odu, (2006.)
- Shrek treći, (2007.)
- Pčelin film, (2007.)
- Kung Fu Panda, (2008.)
- Madagaskar 2: Bijeg u Afriku, (2008.)
- Čudovišta protiv vanzemaljaca, (2009.)
- Kako izdresirati zmaja, (2010.)
- Shrek uvijek i zauvijek, (2010.)
- MaksimUm (2010), (2010.)
- Kung Fu Panda 2, (2011.)
- Mačak u čizmama, (2011.)
- Madagaskar 3: Najtraženiji u Europi (2012.)
- Pet legendi (2012.)
- Croods (2013.)
- Turbo (2013.)
- Avanture gospodina Peabody i Shermana (2014.)
- Kako izdresirati zmaja 2 (2014.)
- Pingvini s Madagaskara (2014) (2014.)
- Kod kuće (2015.)
- Kung Fu Panda 3 (2016.)
- Trolovi (2016.)
- Mali šef (2017.)
- Kapetan Gaćeša: Prvi epski film (2017.)
- Kako izdresirati zmaja 3 (2019.)
- Everest: Mladi Jeti (2019.)
- Trolovi: Svjetska turneja (2020.)
- Croods: Novo doba (2021.)
- Divlji Spirit (2021.)
- Mali šef: Obiteljski posao (2021.)
- Loši momci (2022.)
- Mačak u čizmama: Posljednja želja (2022.)
- Ruby: Tinejdžerica Kraken (2023.)
- Trolovi 3: Bend na okupu (2023.)
- Orion and the Dark (2024.)
- Kung Fu Panda 4 (2024.)
- Divlji Robot (2024.)

### Ostala animacija
- Pobuna u kokošinjcu, (2000.)
- Wallace i Gromit: Velika povrtna zavjera, (2005.)

## Vanjske poveznice
- Službena stranica